# مقاطعة خواهان
مقاطعة خواهان (بالفارسية: ولسوالی خواهان)/(بالبشتوية: خواهان ولسوالی)‏، هي مقاطعة أفغانية في ولاية بدخشان، وتقع في شمال شرق أفغانستان . عاصمة المقاطعة هي خواهان. يحد المقاطعة راغستان من الجنوب الغربي، وكوف أب في الشمال الشرقي، ونهر بانج [الإنجليزية] في الشمال الغربي، ومقاطعة شورو-أوبود [الإنجليزية]، ولاية خاتلون الطاجيكية.

## جغرافية

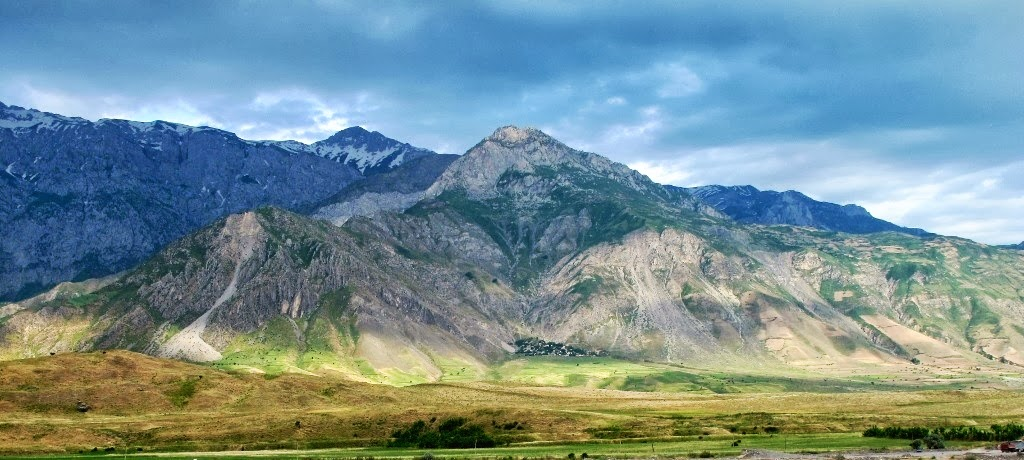
Muhalla-i Shohun في شمس الدين شوهين على الحدود مع مقاطعة كوهان

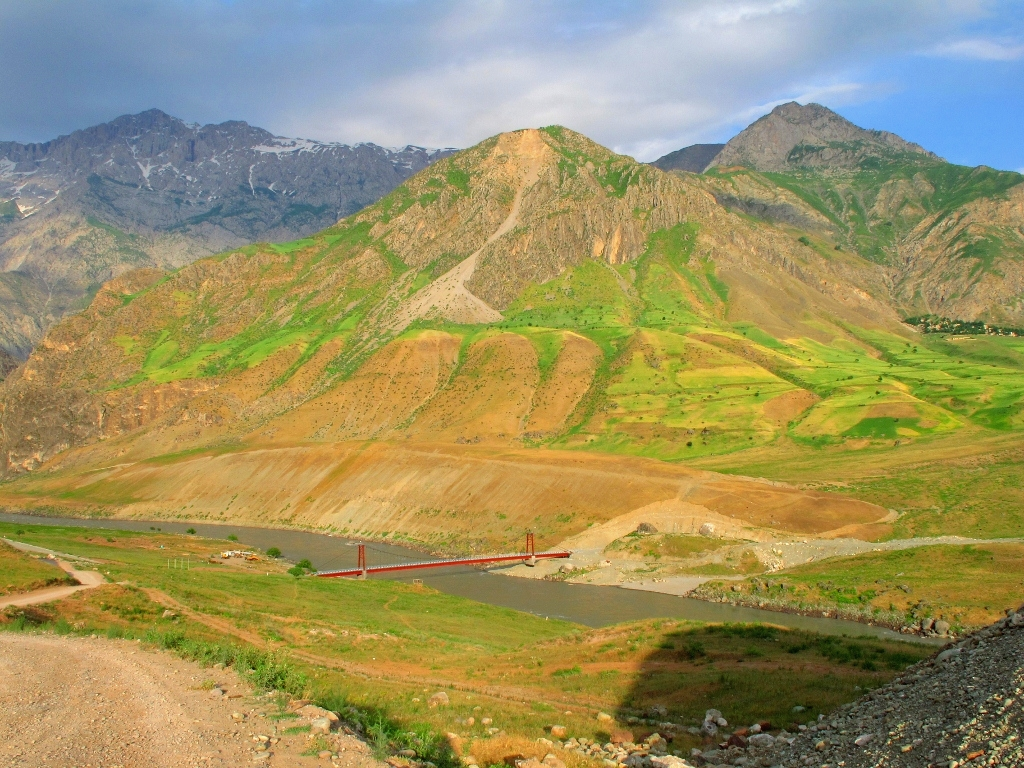
جسر الصداقة بينأفغانستان وطاجيكستان في خواهان وومقاطعة شورو-أوبود

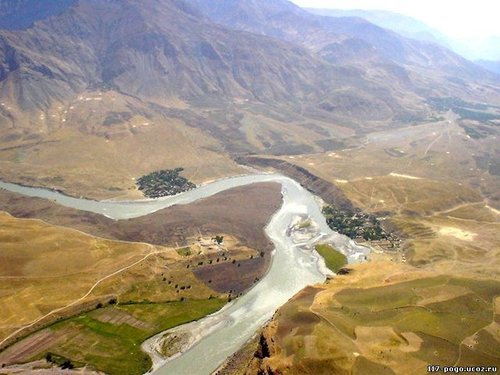
قريتي قمر وكاجي ونهر بانج.

## تاريخ
بعد أن أطاح الإسكندر الأكبر بالفرس، أصبحت المنطقة تحت حكم  الملك اليوناني البكتري يوثيديموس الأول وابنه ديمتريوس الأول 

## الديموغرافيا
يبلغ عدد سكان المنطقة حوالي 27000 نسمة. سكان هذه المنطقة يتحدثون الداري الفارسية وهم مسلمون سنة.

## التقسيمات
قائمة قرى وأماكن مقاطعة خواهان حسب الترتيب الأبجدي
- أمبران
- باريكي
- باشهر آباد
- باغ سنغك
- بريخم
- بوستانك
- بيد خواه
- بيد خواه 2
- تيجكيل
- جروو بالا
- جروو بايين
- جوي سلوك
- حوض شاه بالا
- حوض شاه بايين
- خمي بهار
- خمي توغ
- خنكان
- خير آباد
- دربندك
- دريل
- دودرغه
- دولت آباد
- روينزار
- زردو
- زريش
- سر بلند
- سفيد سنكان
- سفيدآب
- سنك آب
- سيد آباد
- سيل دون
- شاليل
- شدغه
- ششمة توت
- شهر نو
- شوس نوكيل
- شينغ دره
- غليل
- غوزون
- كمر
- كولدره
- لال مرغ
- لغمان
- موشك مارش
- نماز بس
- نو آباد

## الاقتصاد
سكان هذه المنطقة يعملون في الزراعة. يزرعون الحنطة السوداء والشعير الأحمر والأبيض والسمسم والكوسا والذرة والفاصوليا والبازلاء والفاصوليا والبطاطس.